# Cattedrale di Santa Maria del Fiore
Cattedrale di Santa Maria del Fiore (eller blot Duomo) er domkirken i Firenze. Den ligger på en forholdsvis lille plads, og foruden den egentlige kirkebygning står der også dåbskapellet og klokketårnet. 
Domkirken og tårnet er bygget i gotisk stil, og kirken har en enorm kuppel. Man begyndte at bygge katedralen i 1296, efter at man fandt den foregående katedral Santa Reparata utilstrækkelig. Langhuset blev færdig i 1378, men kuplen blev først påbegyndt i 1420 efter at Filippo Brunelleschi overtog opgaven, hvorefter den blev færdiggjort og indviet i 1436.
Filippo Brunelleschi tog kuplens konstruktionsteknik med sig i graven og indtil en gruppe amerikanske og italienske forskere regnede det ud, var det i århundreder et mysterium hvordan det lod sig gøre at bygge den. Det at den ottekantede kuppel ligger 52 m over gulvet og måler 44 m på tværs, betød at alt tilgængeligt tømmer i Toscana ikke ville være tilstrækkeligt til de nødvendige byggestilladser og derfor fandt han frem til et specielt sildebensmønster, der balancerer kuplen på en sådan måde, at den kunne bygges helt uden stilladser.
Klokketårnet (Campanile) står adskilt fra selve kirken, og er 84,7 meter højt med 414 trappetrin.
Det er muligt at komme op i og besøge både klokketårnet og kuplen.
- Kirken og klokketårnet
- Facade
- Kuplen
- Tværsnit af kuplen
- Kuplen indvendig
- Indenfor
- Giottos klokketårn (campanile)